# (26587) Arthurstorbo
(26587) Arthurstorbo es un asteroide perteneciente al cinturón de asteroides, descubierto el 11 de marzo de 2000 por el equipo del Lowell Observatory Near-Earth-Object Search desde la Estación Anderson Mesa (condado de Coconino, cerca de Flagstaff, Arizona, Estados Unidos).

## Designación y nombre
Designado provisionalmente como 2000 EU125. Fue nombrado  por Arthur Storbo (n. 1942) quien es miembro del Consejo Asesor del Observatorio Lowell. Art y su esposa, Sharon, dedican su tiempo y talento para ayudar al Observatorio Lowell a cumplir su misión. Art también es miembro de la Red de Oportunidades del Director, cuyo objetivo es crear nuevas oportunidades.

## Características orbitales
Arthurstorbo está situado a una distancia media del Sol de 2,740 ua, pudiendo alejarse hasta 2,988 ua y acercarse hasta 2,493 ua. Su excentricidad es 0,090 y la inclinación orbital 9,932 grados. Emplea 1657,06 días en completar una órbita alrededor del Sol.

## Características físicas
La magnitud absoluta de Arthurstorbo es 14,56. 